# Església de Sant Tomàs de Villanueva de Benicàssim

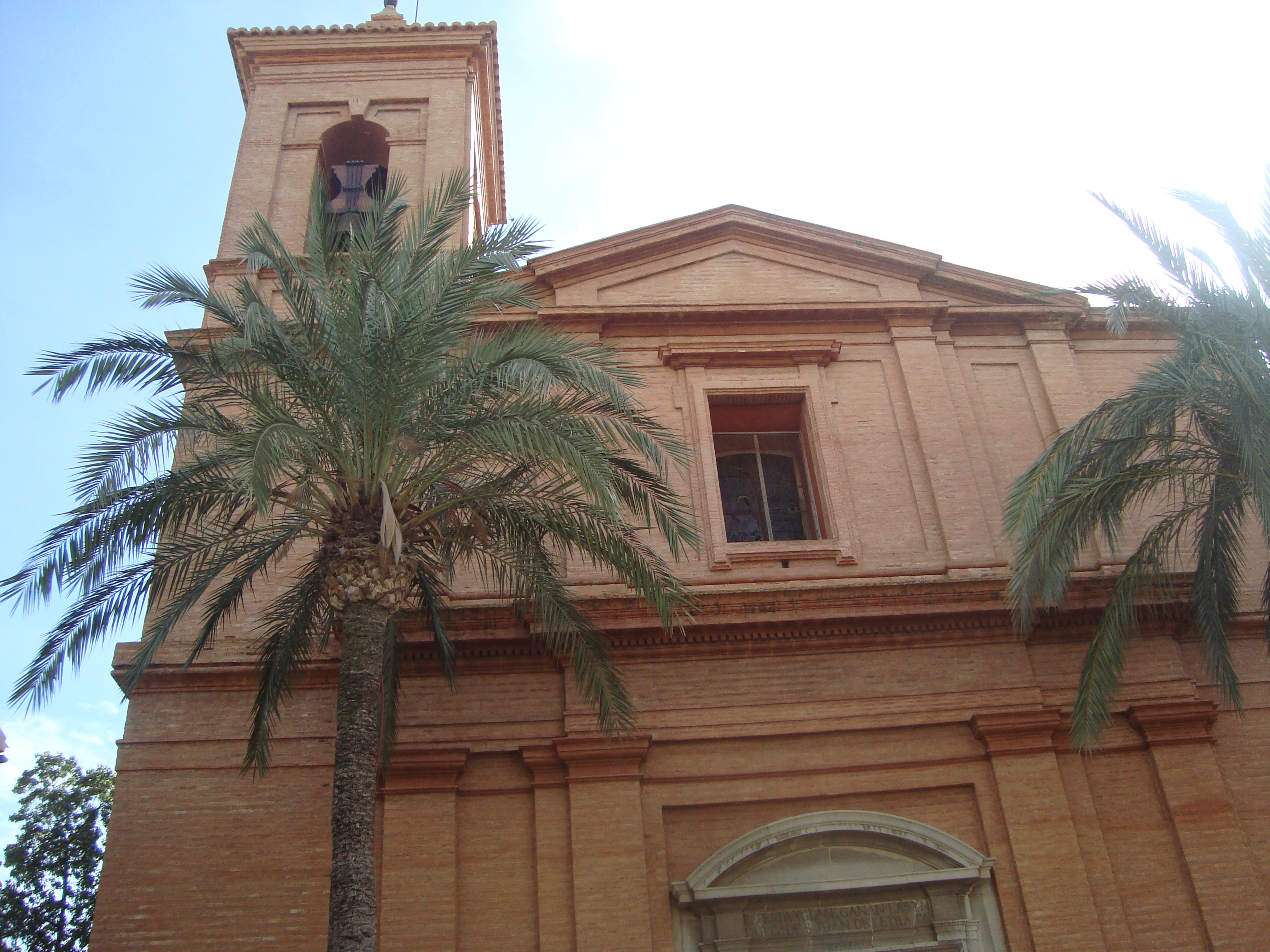
Església parroquial de Sant Tomàs de Villanueva

L'Església parroquial de Sant Tomàs de Villanueva, al municipi valencià de Benicàssim (Plana Alta) és un edifici religiós del segle xviii d'estil neoclàssic.

## Història
L'església fou edificada per l'il·lustrat Francesc Pérez Bayer, canonge i escriptor, qui tenia propietats allí, per evitar que els pocs veïns que hi vivien en aquells moments feren el trajecte fins a Orpesa, la parròquia més propera. En principi es volia fer una vicaria sufragània d'Orpesa, i als pocs anys de finalitzada la construcció fou constituïda el 31 de desembre de 1790 en parròquia independent, el que propicià que al seu voltant s'anessin agrupant cases.
El disseny de l'edifici fou realitzat per Joaquím Ibañez Garcia, eclesiàstic i arquitecte acadèmic format a Itàlia, i amic de Pérez Bayer. Del gust d'ambdós, arquitecte i promotor, sorgí un dels primers exemples a la Plana d'arquitectura neoclàssica, a l'estil romà, allunyada del gust valencià i sense cap repercussió posterior en aquestes terres. El mestre constructor va ser José Bueno. Es va iniciar en 1769, acabant-se a la fi de 1776. Es va erigir sota l'advocació de Sant Tomàs de Villanueva al novembre de 1781.
El 18 de setembre de 1980 s'inicia l'expedient de declaració de monument historicoartístic de l'església, que apareix reflectit en la resolució publicada en el BOE de 10 d'octubre de 1980. El Decret 169/2007, de 28 de setembre, del Consell, declara com a Bé d'Interès Cultural l'església parroquial de Sant Tomàs de Vilanova.

## Arquitectura

### Estructura
El temple té planta de creu llatina circumscrita en un rectangle, amb una sola nau de tres trams i sense capelles laterals (substituïdes per dependències annexes), amb creuer i capçalera recta. Als peus de l'església se situa el cor alt que comparteix l'accés amb el campanar. L'alçat interior s'articula amb pilastres amb un ordre que combina el jònic i el compost amb volutes unides per garlandes. La nau i el presbiteri estan coberts amb volta de canó, mentre que el creuer es cobreix amb una gran cúpula carregada sobre un tambor circular amb quatre obertures ovals.
El programa iconogràfic de l'interior és obra de José Camarón Boronat, amb els tres arcàngels i l'àngel custodi en les petxines del creuer, i en els quatre quadres dels trams del presbiteri i la volta: Sant Tomàs de Villanueva, Sant Francesc d'Assís, Sant Josep i Sant Pere.
La fàbrica de l'església és d'aparell diatònic de maons, i maçoneria i carreus en algunes zones. La coberta exterior és en la nau central a dues aigües amb teula àrab, mentre que en les dependències annexes, paral·leles a la nau central, és a una aigua també amb teula. La cúpula i el remat del campanar es cobreixen amb teula vidriada blava.

### Façana principal
La façana, als peus de l'església, amb una simetria i proporció rigorosa, és un espai rectangular rematat per un frontó triangular, estructurada en dos cossos mitjançant un entaulament. El cos inferior té en la seva part central una portada de mig punt, emmarcada per pilastres dòriques, i per damunt, una inscripció; mentre que el cos superior està centrat en una gran finestra d'arc de llinda, també flanquejada per pilastres dòriques.

### Campanar
En el costat de l'Evangeli de la façana s'alça el campanar, de planta quadrada i amb dos cossos, del que únicament sobresurt el cos de campanes, amb obertura de mig punt enmig d'un rectangle enfonsat en el centre de cada cara, menys la clau de l'arc que es troba realçada. Destaca del mateix la coberta a quatre aigües en forma còncava amb teula àrab.